# Giro del Friuli 1984
Il Giro del Friuli 1984, undicesima edizione della corsa, si svolse il 14 luglio 1984 su un percorso di 215 km. La vittoria fu appannaggio dell'italiano Claudio Corti, che completò il percorso in 5h50'00", alla media di 36,857 km/h, precedendo i connazionali Giuseppe Passuello ed Ennio Salvador.

## Ordine d'arrivo (Top 10)
| Pos. | Corridore              | Squadra                    | Tempo    |
| ---- | ---------------------- | -------------------------- | -------- |
| 1    | Claudio Corti          | Sammontana                 | 5h50'00" |
| 2    | Giuseppe Passuello     | Gis-Gelati                 | a 1'25"  |
| 3    | Ennio Salvador         | Gis-Gelati                 | a 2'40"  |
| 4    | Marino Amadori         | Alfa Lum-Olmo              | s.t.     |
| 5    | Wladimiro Panizza      | Atala-Campagnolo           | s.t.     |
| 6    | Pierino Gavazzi        | Atala-Campagnolo           | a 4'12"  |
| 7    | Steen-Michael Petersen | Fanini-Wührer-Sibicar      | a 5'24"  |
| 8    | Davide Cassani         | Santini-Conti-Galli        | s.t.     |
| 9    | Orlando Maini          | Alfa Lum-Olmo              | s.t.     |
| 10   | Giovanni Moro          | Ceramiche Ariostea-Benotto | a 6'59"  |